# Músculo subescapular
El músculo subescapular es un músculo ubicado en la región del hombro, en la parte anterior de la escápula, cubriendo la fosa subescapular. Su función principal es la rotación interna de la articulación escapulohumeral.
Es inervado por el nervio subescapular (C5-T1)

## Origen e inserción
Su origen se encuentra en la totalidad de la superficie de la fosa subescapular. Sus fibras convergen hacia la base de la apófisis coracoides, bajo la que se deslizan para ir a insertarse en el tubérculo menor del húmero. Situado entre la escápula y el músculo serrato anterior que lo separa del tórax, no participa en el modelado del hombro.

## Función
Su acción principal es  la rotación medial de la articulación del hombro.